# Jason Ritter
Jason Ritter   (Los Angeles, 17 de febrer de 1980) és un actor estatunidenc de cinema i televisió. És més conegut per ser la veu de Dipper Pines en la sèrie animada Gravity Falls.

## Biografia
Ritter va néixer a Los Angeles, fill de l'actriu Nancy Morgan i de l'actor John Ritter, els avis paterns eren el músic Tex Ritter i l'actriu Dorothy Fay. La seva madrastra és Amy Yasbeck. Té tres germans, Carly, Tyler i Stella. Es va graduar a la Tisch School of the Arts de Nova York i va estudiar actuació a la Royal Academy of Dramatic Art de Londres.
Després d'alguns treballs de televisió, va debutar al cinema el 1999 amb  Mumford de Lawrence Kasdan. El 2002 va protagonitzar el thriller Swimfan - The pool of fear, mentre que el 2003 va participar en la pel·lícula de terror Freddy Vs. Jason. Protagonitza la sèrie de televisió Joan de Arcadia, interpretant a Kevin Girardi, i el 2004 actua a Born to win amb Hilary Duff.
Participa en les pel·lícules  Happy Endings, Lenexa, 1 Mile i  El triat . El 2007, protagonitza el debut del director Fred Durst The Education of Charlie Banks; el 2008 Oliver Stone li ofereix el paper de Jeb Bush a la pel·lícula W.
El 2010, després de participar en alguns episodis de Parenthood, es converteix en el protagonista de la sèrie de televisió The Event, que va estrenar a la  NBC a la tardor del mateix any. Jason també va participar en un episodi pilot no ordinari per convertir-se en un programa de televisió:  County  (el 2012).
Actualment resideix en Universal City, Califòrnia. Recentment s'ha confirmat la seva participació en la sèrie original de Netflix "Raising Don".

## Filmografia
- Mumford (1999)
- Days of Our Lives (sèrie de TV) (1999): Todd
- Fanàtica (Swimfan)  (2002)
- Joan of Arcàdia (sèrie de TV) (2003-2005): Kevin Girardi
- Freddy vs. Jason (2003)
- Escolta la meva veu (Raise Your Voice) (2004)
- Happy Endings (2005)
- Good Dick (2008)[4]
- W. (2009)
- The Perfect Age of Rock 'n' Roll (2009)
- The Event (sèrie de TV) (2010-2011): Sean Walker
- Gravity Falls (sèrie de TV) (2012-2016) Dipper Pines (veu; protagonista)
- Person of Interest (sèrie de TV) (temporada 4, episodi 5, Prophets) (2014): Simon Lee
- Key & Peele (sèrie de TV) (temporada 4, episodi 5) (2014): Client